# Volta Limburg Classic
La Volta Limburg Classic (Omloop van het Waasland en neerlandès) és una competició ciclista neerlandesa que es disputa a la província de Limburg. La cursa es va començar a córrer l'any 1973 amb el nom de Hel van het Mergelland. El 2005 va entrar a formar part del calendari de l'UCI Europa Tour i el 2012 va canviar al nom actual. Fins a l'any 1993 hi competien ciclistes amateurs. Raymond Meijs, amb quatre victòries, és el ciclista que més vegades ha guanyat la cursa.
L'edició del 2020 queda cancel·lada per la pandèmia del Covid-19 i la del 2021 per inundacions.

## Palmarès
| Any                                      | Vencedor                | Segon                | Tercer               |         |
| ---------------------------------------- | ----------------------- | -------------------- | -------------------- | ------- |
| Hel van het Mergelland edicions amateurs |                         |                      |                      |         |
| 1973                                     | Jan Spijker             | Johan van der Meer   | Frits Pirard         |         |
| 1974                                     | Toine van den Bunder    | Bert Pronk           | Mathieu Dohmen       |         |
| 1975                                     | Mathieu Dohmen          | Ad Tak               | Frits Pirard         |         |
| 1976                                     | Wil Van Helvoirt        | Leo van Vliet        | Toine van den Bunder |         |
| 1977                                     | Toine van den Bunder    | Gérard Mak           | Piet Van Der Kruys   |         |
| 1978                                     | Toine van den Bunder    | Bert Oosterbosch     | Herman Snoeijink     |         |
| 1979                                     | Herman Snoeijink        | Dries Klein          | Wies van Dongen      |         |
| 1980                                     | Pim Bosch               | Frank Moons          | Adri van der Poel    |         |
| 1981                                     | René Koppert            | Ron Snijders         | Jan de Nijs          |         |
| 1982                                     | Peter Hofland           | Leon Nevels          | Engelbert Van Horik  |         |
| 1983                                     | Jan Peels               | Bert Wekema          | Peter Damen          |         |
| 1984                                     | Chris Koppert           | Jean-Paul van Poppel | Nico Verhoeven       |         |
| 1985                                     | Stephan Räkers          | Anjo Van Loon        | Erik Breukink        |         |
| 1986                                     | Marc van Orsouw         | Eddy Schurer         | Rob Harmeling        |         |
| 1987                                     | Tom Cordes              | Johannes Draaijer    | Johnny Broers        |         |
| 1988                                     | Gerrit Möhlmann         | Theo Akkermans       | Stephan Räkers       |         |
| 1989                                     | Willem-Jan van Loenhout | Joost Van Adrichem   | Maarten den Bakker   |         |
| 1990                                     | Raymond Meijs           | Raymond Meijs        | Rob Mulders          |         |
| 1991                                     | Rob Compas              | Rob Mulders          | Tristan Hoffman      |         |
| 1992                                     | Martin van Steen        | Antoine Bok          | Bart Voskamp         |         |
| edicions professionals                   |                         |                      |                      |         |
| 1993                                     | Erwin Thijs             | Wim van de Meulenhof | Bennie Gosink        |         |
| 1994                                     | John van den Akker      | Rob Compas           | Paul Konongs         |         |
| 1995                                     | Max van Heeswijk        | John van den Akker   | Harm Jansen          |         |
| 1996                                     | Lucien de Louw          | Jan Boven            | Raymond Meijs        |         |
| 1997                                     | Raymond Meijs           | John Talen           | John van den Akker   |         |
| 1998                                     | Raymond Meijs           | Ralf Grabsch         | Hans De Meester      |         |
| 1999                                     | Raymond Meijs           | Michel Vanhaecke     | Ralf Grabsch         |         |
| 2000                                     | Bert Grabsch            | Dirk Müller          | David Moncoutié      |         |
| 2001 edició no realitzada                |                         |                      |                      |         |
| 2002                                     | Corey Sweet             | Thierry De Groote    | Germ van der Burg    |         |
| 2003                                     | Wim Van Huffel          | Nico Sijmens         | Jens Heppner         |         |
| 2004                                     | Allan Johansen          | David Kopp           | Jens Heppner         |         |
| 2005                                     | Nico Sijmens            | Stefan Schumacher    | Maarten Wynants      |         |
| 2006                                     | Mikhailo Khalilov       | Martijn Maaskant     | Bert Scheirlinckx    |         |
| 2007                                     | Nico Sijmens            | Serguei Lagutin      | Niki Terpstra        |         |
| 2008                                     | Tony Martin             | Adam Hansen          | Pieter Jacobs        |         |
| 2009                                     | Mauro Finetto           | Federico Canuti      | Wouter Mol           |         |
| 2010                                     | Yann Huguet             | Jos van Emden        | Dominic Klemme       |         |
| 2011                                     | Pim Ligthart            | Federico Canuti      | Samuel Dumoulin      |         |
| Volta Limburg Classic                    |                         |                      |                      |         |
| 2012                                     | Pàvel Brut              | Simon Geschke        | Daniel Schorn        |         |
| 2013                                     | Rüdiger Selig           | Sonny Colbrelli      | Paul Martens         |         |
| 2014                                     | Moreno Hofland          | Sonny Colbrelli      | Mauro Finetto        |         |
| 2015                                     | Stefan Küng             | Maciej Paterski      | Dylan Teuns          |         |
| 2016                                     | Floris Gerts            | Sonny Colbrelli      | Philippe Gilbert     |         |
| 2017                                     | Marco Canola            | Xandro Meurisse      | Nick van der Lijke   |         |
| 2018                                     | Jan Tratnik             | Marco Tizza          | Jimmy Janssens       |         |
| 2019                                     | Patrick Müller          | Justin Jules         | Ben Hermans          |         |
| 2020                                     | suspesa                 | suspesa              | suspesa              | suspesa |
| 2021                                     | suspesa                 | suspesa              | suspesa              | suspesa |
| 2022                                     | Arnaud De Lie           | Stefano Oldani       | Loïc Vliegen         |         |
| 2023                                     | Kaden Groves            | Maxim Van Gils       | Pascal Eenkhoorn     |         |
| Volta NXT Classic                        |                         |                      |                      |         |
| 2024                                     | Timo Kielich            | Pascal Eenkhoorn     | Henri Uhlig          |         |
| 2025                                     |                         |                      |                      |         |